# Bronisław Laskownicki
Bronisław Laskownicki h. Topór (ur. 12 sierpnia 1866 we Lwowie, zm. 4 października 1944 w Proszowicach) – polski dziennikarz, wydawca, literat, tłumacz, działacz niepodległościowy, społeczny.

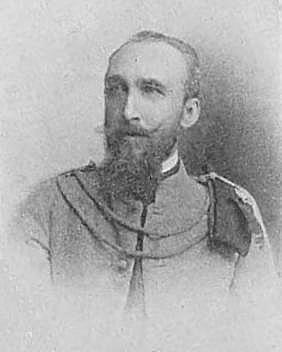
Bronisław Laskownicki w stroju sokolim przed 1903

## Życiorys
Urodził się w 12 sierpnia 1866 w rodzinie Józefa (1841–1909), dziennikarza, pisarza ludowego, i Bronisławy z Królikowskich. Miał brata Józefa - zarządcę pocztowego. Legitymował się herbem szlacheckim Topór. Ukończył C. K. Gimnazjum im. Franciszka Józefa we Lwowie. Podczas nauki gimnazjalnej działał w tajnym ruchu niepodległościowym na obszarze Galicji, był członkiem stowarzyszenia „Biały Orzeł”. Przez trzy lata studiował na Wydziale Prawa Uniwersytetu Lwowskiego. Po odbyciu jednorocznej służby wojskowej został mianowany podporucznikiem rezerwy ze starszeństwem z 1 stycznia 1888 i przydzielony w rezerwie do 30 Pułku Piechoty we Lwowie. W 1897 został przeniesiony do cesarsko-królewskiej Obrony Krajowej i przydzielony w rezerwie do 16 Pułku Piechoty Obrony Krajowej Kraków.
Był członkiem Polskiego Towarzystwa Gimnastycznego „Sokół”. Od 1890 był współpracownikiem „Dziennika Polskiego” (gdzie pracował jego ojciec), od 1895 „Słowa Polskiego”, tygodnika „Nasz Kraj”, w 1900 był współzałożycielem dziennika „Wiek XX”, a w 1901 współzałożycielem i do 1939 był redaktorem naczelnym dziennika „Wiek Nowy” (pioniera polskiej prasy sensacyjnej, wzorowanego na wiedeńskim Kronen Zeitung), w 1914/1915 założyciel „Gazety Polskiej” w Dąbrowie Górniczej (organ Naczelnego Komitetu Narodowego). Był tłumaczem dzieła pt. Gość nieproszony [Intruz] autorstwa Maurice’a Maeterlincka wystawionego we lwowskim Teatrze Skarbkowskim 2 listopada 1894. Działał także na polu organizacji dziennikarskich, w 1893 założył we Lwowie Towarzystwo Wzajemnej Pomocy Dziennikarzy Polskich, został członkiem wydziału Związku Dziennikarzy Słowiańskich Austrii, w 1909 był współzałożycielem i sekretarzem międzyzaborowego Związku Dziennikarzy Polskich we Lwowie, był sekretarzem. 23 października 1917 został wybrany członkiem rady nadzorczej założonego wtedy Konsumu Dziennikarskiego we Lwowie. 19 grudnia 1919 wybrany prezesem Towarzystwa Dziennikarzy Polskich we Lwowie, ponadto był działaczem Syndykatu Dziennikarzy Lwowskich, w tym członkiem zarządu, w latach 1937–1939 prezesem.
W 1911 był współzałożycielem i pierwszym prezesem Towarzystwa Opieki nad Więźniami Politycznymi w Rosji. Od listopada 1911 do marca 1912 sprawował stanowisko prezesa klubu piłkarskiego Czarni Lwów. Był współzałożycielem Związku Popierania Turystyki królewskiego miasta Lwowa. Z jego inicjatywy założono Zakład Ubezpieczeń Urzędników Prywatnych we Lwowie. Działał także na niwie społeczno-politycznej. Od 1905 zasiadał w radzie miejskiej. Działał w Stronnictwie Postępowo-Demokratycznym w Galicji, pełnił funkcję prezesa Związku Strzeleckiego, w 1911 był współtwórcą Polskiego Stronnictwa Postępowego.
Podczas I wojny światowej był prezesem lwowskiej delegacji Naczelnego Komitetu Narodowego. Członek Komitetu Obywatelskiego i Polskiego Komitetu Narodowego we Lwowie w listopadzie 1918 roku. Tuż po odzyskaniu niepodległości przez Polskę działał we lwowskim NKN, Tymczasowym Komitecie Rządzącym powołanym 23 listopada 1918, Komisji Rządzącej jako szef resortu łączności. W 1919 bez powodzenia kandydował do Sejmu Ustawodawczego. W okresie II Rzeczypospolitej prócz pracy redaktora naczelnego był wydawcą, w 1930 przekształcił przedsiębiorstwo „Wiek Nowy” Spółka Wydawnicza i Drukarska we Lwowie w koncern prasowy „Prasa Nowa”, którego został akcjonariuszem i członkiem dyrekcji (prócz własnego dziennika „Wiek Nowy” wydawał także „Express Poranny”, „Express Wieczorny” i tygodnik „Niedziela Rano”). Założyciel Unii Narodowo-Państwowej w 1922 roku, członek Wydziału Zjednoczenia Stanu Średniego w 1928 roku. Został zastępcą szefa sekcji propagandowej w ramach powołanego 5 października 1936 Obywatelskiego Komitetu Akcji na rzecz Funduszu Obrony Narodowej we Lwowie. W 1938 był współorganizatorem konferencji założycielskiej Stronnictwa Demokratycznego. Jego gabinet we Lwowie mieścił się przy ulicy Sokoła 4. Był wieloletnim radnym Rady Miasta Lwowa w okresie II Rzeczypospolitej, wybrany w wyborach samorządowych 1934 z ramienia listy nr 1 (prorządowej), był członkiem Polskiego Koła Radzieckiego. W latach 30. był członkiem zarządu głównego Towarzystwa Badania Historii Obrony Lwowa i Województw Południowo-Wschodnich. Był bliski obozowi sanacji. Należał do Bezpartyjnego Bloku Współpracy z Rządem. Był wolnomularzem we Lwowie w okresie zaborów.
Po wybuchu II wojny światowej i agresji ZSRR na Polskę we wrześniu 1939, po nastaniu okupacji sowieckiej jego majątek został znacjonalizowany przez sowietów. Po ataku Niemiec na ZSRR z czerwca 1941 przeniósł się na tereny okupowane przez Niemców do Warszawy. Pozostał tam do 1944, a po upadku powstania warszawskiego przez obóz Durchgangslager Pruszków trafił do Proszowic, gdzie zmarł 4 października 1944. 14 kwietnia 1947 roku został pochowany na cmentarzu Rakowickim w Krakowie.
Jego żoną (od 11 stycznia 1892) była Izabela z Taborów, z którą miał czworo dzieci:
- Stanisława (1892–1978[29]), kapitana lekarza pospolitego ruszenia Wojska Polskiego, pierwszego polskiego profesora urologii,
- Janusza (1900–1977), porucznika piechoty rezerwy Wojska Polskiego, dziennikarza[26][30],
- Zbigniewa (ur. 2 maja 1894), sierżanta Legionów Polskich, podporucznika Wojska Polskiego, odznaczonego Krzyżem Niepodległości,
- Zofię.

## Ordery i odznaczenia
- Krzyż Komandorski Orderu Odrodzenia Polski (27 listopada 1929)[31][32][33]
- Krzyż Niepodległości (19 czerwca 1938)[34]
- Krzyż Oficerski Orderu Odrodzenia Polski (2 maja 1923)[35]
- Złoty Krzyż Zasługi (11 listopada 1937)[36][37]
- Srebrny Wawrzyn Akademicki (5 listopada 1935)[38]
- Krzyż Komandorski Orderu Świętego Sawy (Jugosławia)[2]
- Krzyż Zasługi Samarytańskiej (19 marca 1917)[15]